# Hemibracon veraepacis
Hemibracon veraepacis är en stekelart som först beskrevs av Cameron 1887.  Hemibracon veraepacis ingår i släktet Hemibracon och familjen bracksteklar. Inga underarter finns listade i Catalogue of Life.